# フィリピン共産党 (CPP)
フィリピン共産党（フィリピンきょうさんとう、タガログ語: Partido Komunista ng Pilipinas, 英語: Communist Party of the Philippines, CPP）は1968年設立のフィリピンの共産党。第二次世界大戦前に結党されたフィリピン共産党（PKP）（ソ連派共産党）とは通常区別されている（このため「ML派共産党」と称する場合もある）。
フィリピン共産党（CPP）は1968年の設立以来、地下政治組織として存続しており、その運営は設立時より秘密とされている。武装革命によるフィリピン政府の転覆を目標とし、武装組織である新人民軍（NPA）と民族民主戦線（フィリピン）（NDF）への直接指導を行っている。
フィリピン政府は同党と傘下の新人民軍を含めてテロ組織に指定した。

## 歴史
フィリピン共産党（CPP）は、フィリピン共産党（PKP）の精神を引き継ぐとして、中華人民共和国の共産主義の指導者である毛沢東の75歳の誕生日でもある1968年12月26日に再建された。議長はアマド・ゲレロ（Amado Guerrero / 本名はホセ・マリア・シソン（en））で、過去のフィリピン共産党（PKP）の中央委員会メンバーが再建を指導したと主張されている。

## 思想
CPPの思想は「マルクス・レーニン・毛沢東主義」(MLM)で、過去のフィリピンの反乱と革命や、カール・マルクス、フリードリヒ・エンゲルス、ウラジーミル・レーニン、ヨシフ・スターリン、毛沢東の理論を財産とみなす、革命的なプロレタリアの党としている。「マルクス主義・レーニン主義・毛沢東主義」によってガイドされるプロレタリア革命の世界で理論と実践を進化させる事を助ける。 (Preamble, Constitution of the Communist Party of the Philippines, 1968 。

## その他
CPP はアメリカ合衆国政府により国際テロ組織(en)とみなされている。

## 参照
1. ↑  [PRWC Party Documents] Saligang Batas ng Partido Komunista ng Pilipinas, December 26, 1968 Archived 2009年1月7日, at the Wayback Machine.